# 台灣法律扶助制度
台灣法律扶助制度，即中華民國的法律扶助機制，是為協助經濟弱勢或法律資源不足者獲得法律協助而設立的制度。現由財團法人法律扶助基金會統籌辦理，提供訴訟代理、法律諮詢及其他必要協助。

## 制度沿革
台灣於2004年公佈實施《法律扶助法》，並成立法律扶助基金會，整合過去由政府與各界團體零星推動的法律服務，建立全國性統一制度。

## 申請資格
申請人須符合一定的收入或財產標準，特定案件（如家暴、兒少保護、刑事被告）可予以例外放寬。審查機制包括文件審核與面談，由各地分會處理。

## 扶助項目
法律扶助包含下列內容：
- 民事、刑事、行政訴訟代理與辯護
- 法律諮詢與文書撰寫協助
- 特殊族群法律教育（如原住民、外籍配偶）
- 社區法律服務與巡迴律師

## 執行機構
法律扶助基金會於全台設有22個分會，聘任專職律師與委任扶助律師執行服務。律師須通過遴選並簽署扶助契約，接受案件指派。

## 財源與管理
基金會主要經費來源為政府補助、法院裁罰金撥用、社會捐贈與律師提撥部分會費。監督機制包括董事會、監察人及年度稽核。

## 外部連結
- 財團法人法律扶助基金會